# Ewald Walch
Ewald Walch (n. 18 august 1940, Innsbruck, Austria – d. 27 octombrie 2023, Innsbruck, Austria) a fost un sănier ce a reprezentat Austria, medaliat olimpic. A participat la 2 ediții ale Jocurilor Olimpice (1968, 1972) în care a câștigat o medalie de argint.